# 賀定一

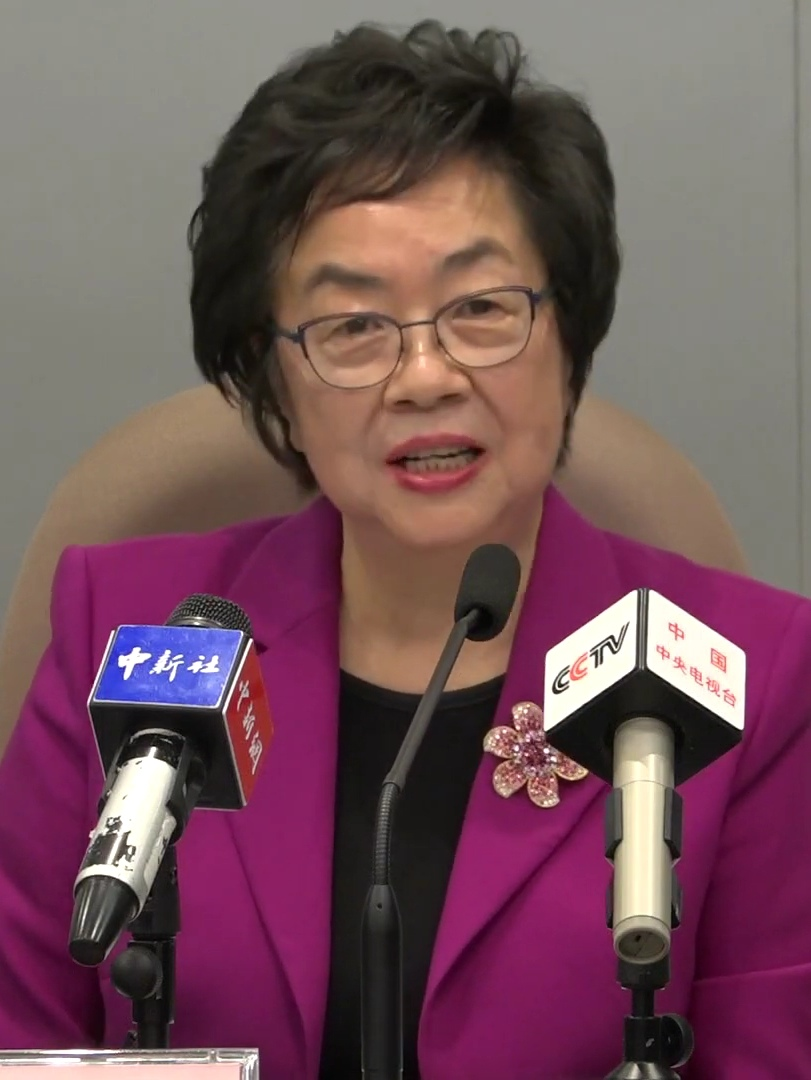
2019年的贺定一

賀定一 ，OMIC，SLM（1950年—），女，浙江杭州人，中华人民共和国澳門政治人物。畢業於澳門培道中學及香港英文中學，同時也是浙江大學客座研究員，曾任澳門立法會議員之一，代表工商業，同時也是第八、九屆全國政協委員。其父賀田被譽為澳門工業第一人的企業家，胞弟賀一誠為前任澳門立法會主席、前任澳門特別行政區行政長官。

## 服務職能

### 現任
- 澳門中華總商會副理事長
- 澳門廠商聯合會副會長
- 澳門付貨人協會副理事長
- 賀田工業有限公司常務董事、行政總裁
- 協華實業有限公司、愛華電器製品廠和澳門精密模具廠董事經理
- 澳門政府經濟委員會委員
- 澳門中華總商會會董
- 澳門中華總商會青年委員會副主任
- 澳門廠商聯合會常務理事兼青年委員會副主任
- 澳門同善堂值理
- 澳門婦女聯合總會會長
- 澳門培道中學校友會副會長
- 澳門培道中學校董
- 澳門日報讀者公益基金會會長
- 母親會會員大會會長。
- 蓮藝文化協會副理事長
- 浙江省工商聯合會名譽會長
- 廣東省婦女海外聯誼會名譽會長
- 廣東省工商聯合會女企業家聯誼會副會長。
- 中國工商銀行（澳門）股份有限公司董事

### 曾任
- 澳門特別行政區籌委會副秘書長
- 澳門基本法諮詢委員會委員
- 澳門基本法協進會理事

2018年1月，当选第十三届全国政协委员。

## 荣誉

### 中国勋章奖章
- 工商功绩勋章（澳门特别行政区，2004年10月19日[2]）